# Häufig wechselnder Geschlechtsverkehr
Häufig wechselnder Geschlechtsverkehr, abgekürzt HWG, ist eine von Behörden im deutschen Sprachraum verwendete Bezeichnung für das Verhalten meist weiblicher Personen, denen Promiskuität unterstellt wird. Besonders auf Frauen, denen Prostitution unterstellt wurde, wurde der Begriff häufig bezogen.

## Geschichte des Begriffs
Die Abkürzung hwG wurde zum ersten Mal im Zusammenhang mit dem Geschlechtskrankengesetz von 1927 verwendet, weil allein die Bekämpfung der Geschlechtskrankheiten auslösende Ursache für die Anwendung des Gesetzes sein sollte. Sozialkritische oder moralische Gesichtspunkte waren demgegenüber nachrangig, allein die epidemiologische Bedeutung war für die Geschlechtskrankenfürsorge von Bedeutung. Seitdem lässt sich der Begriff in Dokumenten von Gesundheitsbehörden nachweisen. Zunächst wurden er für Frauen und Mädchen verwendet,

„von denen vermutet werden kann, dass sie der Gewerbsunzucht nachgehen, zumindest aber häufig wechselnden Verkehr betreiben. Sie werden dem Gesundheitsamt durch wiederholte Geschlechtskrankheiten bekannt oder dadurch, dass sie bei Gesundheitsstreifen verschiedentlich in zweideutigen Lokalen angetroffen werden, ohne einen festen Wohnsitz oder festen Arbeitsplatz nachweisen zu können.“

Frauen, die sich zur Prostitution bekannten und an „freiwilligen“ regelmäßigen Gesundheitskontrollen teilnahmen, wurden demgegenüber von den Gesundheitsämtern als Prostituierte, Kontrollfrau oder Puella Publica (PP) bezeichnet.
Zur Zeit des Nationalsozialismus genügte die im Fürsorgejargon übliche Bezeichnung hwG, die öfters für Frauen, die als Animierdamen, Tänzerinnen oder in ähnlichen Berufen arbeiteten, verwendet wurde, als Grund für die Verhängung von „Vorbeugehaft“ in Konzentrationslagern, wo sie meist als asozial eingestuft wurden. Von 1935 bis 1945 waren die Gesundheitsbehörden angewiesen, „hwG-Personen“ der Erb- und Rassenkartei zu melden. Dies konnte die Versagung der Heiratsgenehmigung, die Verweigerung eines Ehestandsdarlehens oder – nach einem unveröffentlichten Erlass des Reichskriminalpolizeiamtes (RKPA 6001/250/38) vom 4. April 1938 – zur Sicherungsverwahrung führen, was meist Einweisung in ein KZ bedeutete. Um diese Folge zu vermeiden, verwendeten Berliner Behörden seit 1937 stattdessen den Begriff des „wechselnden Geschlechtsverkehrs“ (wG), der im Zweiten Weltkrieg auch für Ehefrauen und Witwen von Soldaten verwendet wurde.

## Verwendung des Begriffs in der Nachkriegszeit
Nach dem Zweiten Weltkrieg wurde der Begriff wieder hauptsächlich auf junge Frauen angewendet. Unter den 2161 unter 18-jährigen weiblichen Insassen des Hauptpflegeheims Berlin (West) von 1958 bis 1960 waren nur 213 „Virgines“, woraus auf eine zunehmende Promiskuität geschlossen wurde. Die Behörden in Berlin verwendeten hierfür überwiegend die Bezeichnung „wechselnden Geschlechtsverkehr“, weil sie die Existenz jugendlicher hwG-Personen nur ungern zugaben. Wenn es um Fremdunterbringung allgemein und insbesondere um geschlossene Unterbringung ging, spielte die „Diagnose h.w.G.“ (häufig wechselnder Geschlechtsverkehr) eine große Rolle. Das Stigma der Herumtreiberin, Prostituierten oder derjenigen, die für jeden leicht zu haben sei, war schnell angeheftet, und das System öffentlicher Erziehung antwortete mit der Härte seiner Möglichkeiten. Das Verhalten von Mädchen wurde am Frauenbild der 1950er Jahre gemessen und Abweichungen hiervon bestraft. Die Bezeichnung wurde noch in den 1970er Jahren für Frauen und Mädchen verwendet, denen Prostitution unterstellt wurde, fand aber auf junge Männer keine Anwendung. Die als HWG gemeldeten erwachsenen Personen unterlagen einer regelmäßigen Untersuchungspflicht bei den Gesundheitsämtern. Diese wurde erst 2001 abgeschafft. Auch die Polizei verwendete die Abkürzung in ihren Handkarteien, die sie im Rahmen ihrer widerrechtlichen Ausübung von Kontrollfunktionen anlegte. 1975 wurden in einer Kartei in Berlin insgesamt 1500 HWG-verdächtige Personen verzeichnet, davon 125 Männer. „Selbstmelder“ tauchten in der Kartei nicht auf, dies waren 600 Frauen und 1000 Männer. Die Dunkelziffer wurde doppelt so hoch geschätzt. Manchmal wurde die Abkürzung als Begründung für eine Einweisung in ein geschlossenes Heim verwendet.
In der SBZ und späteren DDR wurde die Abkürzung als Grundlage für Zwangseinweisungen von Frauen in venerologische Einrichtungen genutzt, auch ohne medizinische Indikation. Sie wurden grundlos als Prostituierte diffamiert. Sie tauchte auch in Denunziationen bei der Staatssicherheit häufig auf. HWG-Bezichtigte galten als „kriminell gefährdete Personen“ und wurden bei den Räten der Kreise in gesonderten Karteien erfasst.

## Heutige Verwendung
Fachärzte für Haut- und Geschlechtskrankheiten verwenden den Begriff für Prostituierte bis heute. In der neueren Literatur werden stattdessen vorwiegend die Begriffe promiskuitives Verhalten oder Promiskuität verwendet. Die Prostituierteninitiative Huren wehren sich gemeinsam verwendete die ausgeschriebene Fassung des Begriffs offensiv, um einschlägige Vorurteile zu bekämpfen.